# اللكمة (همدان)

تعديل مصدري - تعديل

اللكمة هي إحدى قرى عزلة ربع همدان بمديرية همدان التابعة لمحافظة صنعاء، بلغ تعداد سكانها 245 نسمة حسب تعداد اليمن لعام 2004.